# Eleonora Cobham
Eleonora Cobham (Edenbridge, 1400 circa – Castello di Beaumaris, 7 luglio 1452) seconda moglie di Umfredo Plantageneto, duca di Gloucester, fu protagonista di un celebre processo per stregoneria celebrato ai suoi danni nel 1441.

## Da dama di compagnia a moglie
Eleanor Cobham nacque attorno al 1400 da Reginald Cobham, III barone Sterborough e dalla sua prima moglie Eleanor Culpeper (morta attorno al 1422).
Attorno al 1422 Eleanor venne chiamata a corte quale dama di compagnia di Giacomina di Hainaut che stava per sposare uno dei figli del defunto Enrico IV d'Inghilterra, Umfredo, che sposò nel 1423, dopo essere fuggita in Inghilterra a seguito del proprio divorzio da Giovanni IV di Brabante. Nel 1422 Umfredo era divenuto il protettore del giovane Enrico di nemmeno un anno, a seguito della morte di Enrico V d'Inghilterra avvenuta verso la fine dell'estate ed era a capo del consiglio di reggenza.
Dopo le nozze Umfredo si recò in Francia per riprendersi le proprietà della moglie nell'Hainaut e quando tornò in patria, nel 1425 lui ed Eleanor divennero amanti. Nel gennaio del 1428 Umfredo fece annullare le proprie nozze con Giacomina e sposò Eleanor, che, secondo le fonti dell'epoca, era una donna bella, intelligente ed ambiziosa. Negli anni successivi i due vissero nel Palace of Placentia, finito di costruire qualche anno più tardi, dando vita a una corte vivace frequentata da poeti, intellettuali, musicisti, cerusici e amici della coppia. Nel 1435 Umfredo pose tutte le proprie proprietà in una jointure (una sorta di rendita garantita alla moglie dopo la morte del marito) e nel 1436 venne insignita dell'Ordine della Giarrettiera e venne innalzata al titolo di Duchessa di Gloucester, condividendo quindi anche il titolo ducale del marito.
Nel 1435 Giovanni, il fratello maggiore di Umfredo morì ed egli divenne l'erede presunto al trono giacché Enrico VI d'Inghilterra era ancora giovane e senza figli, Umfredo chiese quindi di subentrare al titolo di Reggente prima occupato dal fratello, ma l'intero consiglio, di cui per altro era a capo, si oppose.

## L'accusa di stregoneria
In quegli anni Eleanor cominciò a consultare diversi astrologi perché le predicessero il futuro, due di questi Roger Bolingbroke (morto il 18 novembre 1441) e Thomas Southwell le predissero, nell'estate 1441, che Enrico VI avrebbe sofferto per tutta la vita di una malattia cronica. Quando le voci di tali predizioni raggiunsero i consiglieri del re essi stessi si affrettarono a consultare altri astrologi perché confutassero tali catastrofiche affermazioni, cosa che fecero prontamente andando a rassicurare il re che era stato turbato dalla profezia che aveva udito. I consiglieri risalirono alle origini di tali mormorii arrivando fino a Southwell, Bolingbroke e John Home (il confessore personale di Eleanor) e i primi due vennero accusati di tradimento e Necromanzia ed arrestati. Fu Bolingbroke a fare il nome di Eleanor e così anch'ella venne arrestata con le stesse accuse, anche se nel suo caso furono forse esagerate per mettere il freno alle ambizioni del marito. Eleanor ricusò gran parte delle accuse che le vennero mosse, ma ammise di aver avuto una pozione da Margery Jourdemayne (prima del 1415-27 ottobre 1441), pozione che ella asserì di avere voluto perché l'aiutasse nel concepimento di un figlio. Sia lei che gli altri vennero trovati colpevoli di tutte le accuse, Southwell morì alla Torre di Londra, Margery venne bruciata al rogo e Bolingbroke venne appeso e squartato, per Eleonora la pena fu più lieve, dovette divorziare dal marito e fu condannata al carcere a vita.
Il primo posto in cui visse fu il Chester Castle dove andò nel 1442, fu la volta quindi del Castello di Kenilworth in cui fu portata nel 1443, tre anni dopo andò all'Isola di Man ed infine nel Castello di Beaumaris in cui arrivò nel 1449 e nel quale spirò il 7 luglio 1452.

## I figli
Dal matrimonio con Umfredo nacquero due figli:
- Arturo (morto nel 1447)
- Antigone Plantageneta (fra il 1425 e il 1428-dopo il 1450)